# Liste des sites et monuments culturels de Madagascar
Cet article recense les sites et monuments culturels de Madagascar.

## Liste
| Monument | Province                 | Localité                 | Adresse | Coordonnées    | Identifiant | Date | Illustration |
| --- | ------------------------ | ------------------------ | ------- | -------------- | ----------- | ---- | --- |
| Cathédrale Catholique Notre Dame Andohalo                                                                                      | Province d'Antananarivo  | Antananarivo             |         | À géolocaliser |             |      | Cathédrale Catholique Notre Dame Andohalo · Verser une photographie                                                                                      |
| Cathédrale Anglicane Saint Laurent Ambohimanoro                                                                                | Province d'Antananarivo  | Antananarivo             |         | À géolocaliser |             |      | Cathédrale Anglicane Saint Laurent Ambohimanoro · Verser une photographie                                                                                |
| Lac de Mandroseza | Province d'Antananarivo  | Antananarivo             |         | À géolocaliser |             |      | Lac de Mandroseza · Verser une photographie |
| Palais du Premier Ministre Andafiavaratra                                                                                      | Province d'Antananarivo  | Antananarivo             |         | À géolocaliser |             |      | Image manquante · Verser une photographie |
| Plaine de Mahamasina | Province d'Antananarivo  | Antananarivo             |         | À géolocaliser |             |      | Image manquante · Verser une photographie |
| Plateau du Rova | Province d'Antananarivo  | Antananarivo             |         | À géolocaliser |             |      | Image manquante · Verser une photographie |
| Résidence de Rainilaiarivony à Amboditsiry                                                                                     | Province d'Antananarivo  | Antananarivo             |         | À géolocaliser |             |      | Image manquante · Verser une photographie |
| Rocher d’Ampamarinana | Province d'Antananarivo  | Antananarivo             |         | À géolocaliser |             |      | Image manquante · Verser une photographie |
| Rond point de vue d'Ambohipotsy                                                                                                | Province d'Antananarivo  | Antananarivo             |         | À géolocaliser |             |      | Image manquante · Verser une photographie |
| Temple protestant d'Ambatonakanga                                                                                              | Province d'Antananarivo  | Antananarivo             |         | À géolocaliser |             |      | Temple protestant d'Ambatonakanga · Verser une photographie                                                                                              |
| Temple protestant d’Ambohipotsy                                                                                                | Province d'Antananarivo  | Antananarivo             |         | À géolocaliser |             |      | Temple protestant d’Ambohipotsy · Verser une photographie                                                                                                |
| Temple protestant d'Amboninampamarinana                                                                                        | Province d'Antananarivo  | Antananarivo             |         | À géolocaliser |             |      | Image manquante · Verser une photographie |
| Temple protestant de Faravohitra                                                                                               | Province d'Antananarivo  | Antananarivo             |         | À géolocaliser |             |      | Temple protestant de Faravohitra · Verser une photographie                                                                                               |
| Temple FMTA d'Ambatonakanga | Province d'Antananarivo  | Antananarivo             |         | À géolocaliser |             |      | Image manquante · Verser une photographie |
| Temple FJKM d’Ambondrona | Province d'Antananarivo  | Antananarivo             |         | À géolocaliser |             |      | Image manquante · Verser une photographie |
| Villa Poina Andafiavaratra | Province d'Antananarivo  | Antananarivo             |         | À géolocaliser |             |      | Villa Poina Andafiavaratra · Verser une photographie |
| Palais des Sports et de la Culture Mahamasina                                                                                  | Province d'Antananarivo  | Antananarivo             |         | À géolocaliser |             |      | Palais des Sports et de la Culture Mahamasina · Verser une photographie                                                                                  |
| Colline sacrée d'Ambohimanga : forêt, pierre sacrée, point de vue                                                              | Province d'Antananarivo  | Ambohidratrimo           |         | À géolocaliser |             |      | Colline sacrée d'Ambohimanga : forêt, pierre sacrée, point de vue · Verser une photographie                                                              |
| portes anciennes | Province d'Antananarivo  | Ambohidratrimo           |         | À géolocaliser |             |      | Image manquante · Verser une photographie |
| Plateau du Rova et point de vue                                                                                                | Province d'Antananarivo  | Ambohidratrimo           |         | À géolocaliser |             |      | Image manquante · Verser une photographie |
| Rova d'Ambohidratrimo | Province d'Antananarivo  | Ambohidratrimo           |         | À géolocaliser |             |      | Rova d'Ambohidratrimo · Verser une photographie |
| Pierres sacrées d'Ambatondanoro                                                                                                | Province d'Antananarivo  | Ambohidratrimo           |         | À géolocaliser |             |      | Image manquante · Verser une photographie |
| Site historique et naturel d'Antsahadinta                                                                                      | Province d'Antananarivo  | Atsimondrano             |         | À géolocaliser |             |      | Site historique et naturel d'Antsahadinta · Verser une photographie                                                                                      |
| Rova d'Antongona | Province d'Antananarivo  | Atsimondrano             |         | À géolocaliser |             |      | Rova d'Antongona · Verser une photographie |
| Rova d'Ilafy, point de vue et forêt                                                                                            | Province d'Antananarivo  | Avaradrano               |         | À géolocaliser |             |      | Rova d'Ilafy, point de vue et forêt · Verser une photographie                                                                                            |
| Site historique (rova) et naturel (chutes) de Tsinjoarivo                                                                      | Province d'Antananarivo  | Ambatolampy              |         | À géolocaliser |             |      | Site historique (rova) et naturel (chutes) de Tsinjoarivo · Verser une photographie                                                                      |
| Montagne et point de vue deTsiafajavona                                                                                        | Province d'Antananarivo  | Ambatolampy              |         | À géolocaliser |             |      | Image manquante · Verser une photographie |
| Cascade de Kitsamby | Province d'Antananarivo  | Ambatolampy              |         | À géolocaliser |             |      | Image manquante · Verser une photographie |
| Montagne avec vestiges de fortification de Hiaranandriana                                                                      | Province d'Antananarivo  | Ambatolampy              |         | À géolocaliser |             |      | Image manquante · Verser une photographie |
| Gorges rocheuses d’Antesika | Province d'Antananarivo  | Ambatolampy              |         | À géolocaliser |             |      | Image manquante · Verser une photographie |
| Montagne avec vestiges de fortification de Talata-Angavo                                                                       | Province d'Antananarivo  | Ankazobe                 |         | À géolocaliser |             |      | Image manquante · Verser une photographie |
| Souvenirs de Jean Laborde | Province d'Antananarivo  | Manjakandriana           |         | À géolocaliser |             |      | Image manquante · Verser une photographie |
| Lac réservoir de Mantasoa | Province d'Antananarivo  | Manjakandriana           |         | À géolocaliser |             |      | Image manquante · Verser une photographie |
| Rocher et point de vue d'Ambatomanga                                                                                           | Province d'Antananarivo  | Manjakandriana           |         | À géolocaliser |             |      | Image manquante · Verser une photographie |
| Cascade d’Andriamamovoka | Province d'Antananarivo  | Manjakandriana           |         | À géolocaliser |             |      | Image manquante · Verser une photographie |
| Grottes d’Angavokely | Province d'Antananarivo  | Manjakandriana           |         | À géolocaliser |             |      | Image manquante · Verser une photographie |
| Montagne avec vestiges de fortification d'Ambohibiby                                                                           | Province d'Antananarivo  | Tsiroanomandidy          |         | À géolocaliser |             |      | Image manquante · Verser une photographie |
| Montagne et point de vue de Bevato                                                                                             | Province d'Antananarivo  | Tsiroanomandidy          |         | À géolocaliser |             |      | Image manquante · Verser une photographie |
| Vestiges de végétation primitive                                                                                               | Province d'Antananarivo  | Antsirabe                |         | À géolocaliser |             |      | Image manquante · Verser une photographie |
| Montagne et point de vue de Vohitra                                                                                            | Province d'Antananarivo  | Antsirabe                |         | À géolocaliser |             |      | Image manquante · Verser une photographie |
| Lac d’Andraikiba | Province d'Antananarivo  | Antsirabe                |         | À géolocaliser |             |      | Lac d’Andraikiba · Verser une photographie |
| Cascade d’Antafofo | Province d'Antananarivo  | Betafo                   |         | À géolocaliser |             |      | Image manquante · Verser une photographie |
| Lac de volcan de Tritriva | Province d'Antananarivo  | Betafo                   |         | À géolocaliser |             |      | Lac de volcan de Tritriva · Verser une photographie |
| Lac de Tatamarina | Province d'Antananarivo  | Betafo                   |         | À géolocaliser |             |      | Lac de Tatamarina · Verser une photographie |
| Lac volcan de Tritrivakely | Province d'Antananarivo  | Betafo                   |         | À géolocaliser |             |      | Image manquante · Verser une photographie |
| Lac volcan d’Andranotoro | Province d'Antananarivo  | Betafo                   |         | À géolocaliser |             |      | Image manquante · Verser une photographie |
| Lac Andranomena | Province d'Antananarivo  | Soavinandriana           |         | À géolocaliser |             |      | Image manquante · Verser une photographie |
| Lac Itasy | Province d'Antananarivo  | Soavinandriana           |         | À géolocaliser |             |      | Lac Itasy · Verser une photographie |
| Lac Kavitaha | Province d'Antananarivo  | Soavinandriana           |         | À géolocaliser |             |      | Image manquante · Verser une photographie |
| Cascade de Mangoro | Province de Toamasina    | Moramanga                |         | À géolocaliser |             |      | Image manquante · Verser une photographie |
| Lac Alaotra | Province de Toamasina    | Ambatondrazaka           |         | À géolocaliser |             |      | Lac Alaotra · Verser une photographie |
| Site historique de Farafaty | Province de Toamasina    | Toamasina II             |         | À géolocaliser |             |      | Image manquante · Verser une photographie |
| Fort Hova à Mahavelona | Province de Toamasina    | Toamasina II             |         | À géolocaliser |             |      | Image manquante · Verser une photographie |
| Église catholique d'Ambodifotatra                                                                                              | Province de Toamasina    | Nosy Boraha/Sainte Marie |         | À géolocaliser |             |      | Image manquante · Verser une photographie |
| Site historique et naturel de l'Ilot Madame et l'Ile Ramaka (Ile aux forbans)                                                  | Province de Toamasina    | Nosy Boraha/Sainte Marie |         | À géolocaliser |             |      | Image manquante · Verser une photographie |
| Site historique et naturel de l'Ile Marosy ou Nosy Mangabe                                                                     | Province de Toamasina    | Maroantsetra             |         | À géolocaliser |             |      | Site historique et naturel de l'Ile Marosy ou Nosy Mangabe · Verser une photographie                                                                     |
| Ancien cimetière betsimisaraka à Ambalatrano                                                                                   | Province de Toamasina    | Mananara Avaratra        |         | À géolocaliser |             |      | Image manquante · Verser une photographie |
| Mare aux anguilles sacrées de Savaiza                                                                                          | Province de Toamasina    | Vatomandry               |         | À géolocaliser |             |      | Image manquante · Verser une photographie |
| Cascade d’"Antalavia | Province de Toamasina    | Vatomandry               |         | À géolocaliser |             |      | Image manquante · Verser une photographie |
| Pont naturel de Manandra | Province de Toamasina    | Vatomandry               |         | À géolocaliser |             |      | Image manquante · Verser une photographie |
| Site pittoresque au sommet du Rova                                                                                             | Province de Fianarantsoa | Fianarantsoa             |         | À géolocaliser |             |      | Image manquante · Verser une photographie |
| Lac Anosy et Champ de course                                                                                                   | Province de Fianarantsoa | Fianarantsoa             |         | À géolocaliser |             |      | Image manquante · Verser une photographie |
| Tombeau Royal de Vohitsisaky                                                                                                   | Province de Fianarantsoa | Fianarantsoa             |         | À géolocaliser |             |      | Image manquante · Verser une photographie |
| Massif rocheux d’Ifandana | Province de Fianarantsoa | Ihosy                    |         | À géolocaliser |             |      | Image manquante · Verser une photographie |
| Forêt primitive de Papango | Province de Fianarantsoa | Midongy Atsimo           |         | À géolocaliser |             |      | Image manquante · Verser une photographie |
| Point de vue de Vohimary | Province de Fianarantsoa | Vondrozo                 |         | À géolocaliser |             |      | Image manquante · Verser une photographie |
| Chutes Rianambo | Province de Fianarantsoa | Vondrozo                 |         | À géolocaliser |             |      | Image manquante · Verser une photographie |
| Site du Rova tompon’Anarana | Province de Fianarantsoa | Ambositra                |         | À géolocaliser |             |      | Image manquante · Verser une photographie |
| Vestiges de végétation primitive à Faliarivo                                                                                   | Province de Fianarantsoa | Ambositra                |         | À géolocaliser |             |      | Image manquante · Verser une photographie |
| Grottes de Trodreny | Province de Fianarantsoa | Ambositra                |         | À géolocaliser |             |      | Image manquante · Verser une photographie |
| Site historique et escarpement rocheux de Midongy Andrefana                                                                    | Province de Fianarantsoa | Ambatofinandrahana       |         | À géolocaliser |             |      | Image manquante · Verser une photographie |
| Montagne et vestiges de forêt primitive de Vatovavy                                                                            | Province de Fianarantsoa | Mananjary                |         | À géolocaliser |             |      | Image manquante · Verser une photographie |
| Éléphant de pierre à Ambohitsara                                                                                               | Province de Fianarantsoa | Mananjary                |         | À géolocaliser |             |      | Image manquante · Verser une photographie |
| Falaise rocheuse d’Andrambovato                                                                                                | Province de Fianarantsoa | Ifanadiana               |         | À géolocaliser |             |      | Image manquante · Verser une photographie |
| Cascade de Mandrianampotsy | Province de Fianarantsoa | Ifanadiana               |         | À géolocaliser |             |      | Image manquante · Verser une photographie |
| Chutes supérieures de Namorona                                                                                                 | Province de Fianarantsoa | Ifanadiana               |         | À géolocaliser |             |      | Image manquante · Verser une photographie |
| Cascade de Sakaleona | Province de Fianarantsoa | Nosy-Varika              |         | À géolocaliser |             |      | Image manquante · Verser une photographie |
| Chute inférieure de Namorona                                                                                                   | Province de Fianarantsoa | Nosy-Varika              |         | À géolocaliser |             |      | Image manquante · Verser une photographie |
| Chutes Faraony | Province de Fianarantsoa | Manakara                 |         | À géolocaliser |             |      | Image manquante · Verser une photographie |
| Rapides et marmites de géants à Mananara                                                                                       | Province de Fianarantsoa | Ivohibe                  |         | À géolocaliser |             |      | Image manquante · Verser une photographie |
| Vestiges de forêt primitive | Province d'Antsiranana   | Antsiranana              |         | À géolocaliser |             |      | Image manquante · Verser une photographie |
| Winsor Castle et Dower Castle                                                                                                  | Province d'Antsiranana   | Antsiranana              |         | À géolocaliser |             |      | Image manquante · Verser une photographie |
| Lac sacré Antanavo (route des Placers)                                                                                         | Province d'Antsiranana   | Antsiranana              |         | À géolocaliser |             |      | Lac sacré Antanavo (route des Placers) · Verser une photographie                                                                                         |
| Falaise ruiniformes et point de vue au Cap d'Ambre (Tsinjon'i Bobaomby)                                                        | Province d'Antsiranana   | Antsiranana              |         | À géolocaliser |             |      | Falaise ruiniformes et point de vue au Cap d'Ambre (Tsinjon'i Bobaomby) · Verser une photographie                                                        |
| Falaise et point de vue d’Anosiravo                                                                                            | Province d'Antsiranana   | Antsiranana              |         | À géolocaliser |             |      | Falaise et point de vue d’Anosiravo · Verser une photographie                                                                                            |
| Falaise et grotte Cap Diégo (Ampanolahimirafy)                                                                                 | Province d'Antsiranana   | Antsiranana              |         | À géolocaliser |             |      | Falaise et grotte Cap Diégo (Ampanolahimirafy) · Verser une photographie                                                                                 |
| Site naturel Ilot Pain de sucre                                                                                                | Province d'Antsiranana   | Antsiranana              |         | À géolocaliser |             |      | Site naturel Ilot Pain de sucre · Verser une photographie                                                                                                |
| Site naturel Ilot des Aigrettes                                                                                                | Province d'Antsiranana   | Antsiranana              |         | À géolocaliser |             |      | Image manquante · Verser une photographie |
| Grande Cascade, Cascade des Roussettes, lac Volcan Mahery, petit et Grand, Etape (Matsabory malio), Texier (Matsabory Mahonja) | Province d'Antsiranana   | Antsiranana              |         | À géolocaliser |             |      | Grande Cascade, Cascade des Roussettes, lac Volcan Mahery, petit et Grand, Etape (Matsabory malio), Texier (Matsabory Mahonja) · Verser une photographie |
| Site naturel Ilot de Sépulcre                                                                                                  | Province d'Antsiranana   | Antsiranana              |         | À géolocaliser |             |      | Image manquante · Verser une photographie |
| Grotte Orangéa (Anorojia) | Province d'Antsiranana   | Antsiranana              |         | À géolocaliser |             |      | Image manquante · Verser une photographie |
| Chutes Mahavavy | Province d'Antsiranana   | Ambilobe                 |         | À géolocaliser |             |      | Image manquante · Verser une photographie |
| Grottes Ankarana (perte des rivières)                                                                                          | Province d'Antsiranana   | Ambilobe                 |         | À géolocaliser |             |      | Grottes Ankarana (perte des rivières) · Verser une photographie                                                                                          |
| Cascade et Source thermale Andranomandevy                                                                                      | Province d'Antsiranana   | Ambanja                  |         | À géolocaliser |             |      | Image manquante · Verser une photographie |
| Peuplement de baobabs Ambolobozy                                                                                               | Province d'Antsiranana   | Ambanja                  |         | À géolocaliser |             |      | Image manquante · Verser une photographie |
| Ranomafana | Province d'Antsiranana   | Batsiaka                 |         | À géolocaliser |             |      | Image manquante · Verser une photographie |
| Palais royal | Province d'Antsiranana   | Ankify                   |         | À géolocaliser |             |      | Image manquante · Verser une photographie |
| Baobab | Province de Mahajanga    | Mahajanga                |         | À géolocaliser |             |      | Baobab · Verser une photographie |
| Lac Anaboriaka | Province de Mahajanga    | Mahajanga                |         | À géolocaliser |             |      | Image manquante · Verser une photographie |
| Grottes Andranoboka | Province de Mahajanga    | Mahajanga                |         | À géolocaliser |             |      | Image manquante · Verser une photographie |
| Grottes Belobaka | Province de Mahajanga    | Mahajanga                |         | À géolocaliser |             |      | Grottes Belobaka · Verser une photographie |
| Cascade Andranojoby | Province de Mahajanga    | Mahajanga                |         | À géolocaliser |             |      | Image manquante · Verser une photographie |
| Amoncellement de rochers de Kipatso                                                                                            | Province de Mahajanga    | Bekodoka                 |         | À géolocaliser |             |      | Image manquante · Verser une photographie |
| Chute et bassin naturel d'Irony                                                                                                | Province de Mahajanga    | Bealanana                |         | À géolocaliser |             |      | Image manquante · Verser une photographie |
| Lac Matsaborimena | Province de Mahajanga    | Bealanana                |         | À géolocaliser |             |      | Image manquante · Verser une photographie |
| Site historique de Tsarasaotra                                                                                                 | Province de Mahajanga    | Maevatanana              |         | À géolocaliser |             |      | Image manquante · Verser une photographie |
| Chute de l’IKopa Kalomainty | Province de Mahajanga    | Maevatanana              |         | À géolocaliser |             |      | Image manquante · Verser une photographie |
| Chutes et rapides d’Ambodiroka                                                                                                 | Province de Mahajanga    | Maevatanana              |         | À géolocaliser |             |      | Image manquante · Verser une photographie |
| Lac sacré Ampijoroa | Province de Mahajanga    | Marovoay                 |         | À géolocaliser |             |      | Image manquante · Verser une photographie |
| Lac sacré Andranovorifaly | Province de Mahajanga    | Besalampy                |         | À géolocaliser |             |      | Image manquante · Verser une photographie |
| Cimetière sakalava à Nosy-Lava                                                                                                 | Province de Mahajanga    | Analalava                |         | À géolocaliser |             |      | Image manquante · Verser une photographie |
| Phénomène de capture de cours d’eau                                                                                            | Province de Mahajanga    | Port-Bergé               |         | À géolocaliser |             |      | Image manquante · Verser une photographie |
| Cascade de Mahavavy | Province de Mahajanga    | Kandreho                 |         | À géolocaliser |             |      | Image manquante · Verser une photographie |
| Cascade Moyen Ranobe | Province de Mahajanga    | Morafenobe               |         | À géolocaliser |             |      | Image manquante · Verser une photographie |
| Colline basaltique Andrafiavelo                                                                                                | Province de Mahajanga    | Maintirano               |         | À géolocaliser |             |      | Image manquante · Verser une photographie |
| Forêts et rochers d’Antsingy                                                                                                   | Province de Mahajanga    | Antsalova                |         | À géolocaliser |             |      | Image manquante · Verser une photographie |
| Gorges calcaires de Manambolo                                                                                                  | Province de Mahajanga    | Antsalova                |         | À géolocaliser |             |      | Image manquante · Verser une photographie |
| Arbres silicifiés d’Ankondromena                                                                                               | Province de Mahajanga    | Antsalova                |         | À géolocaliser |             |      | Image manquante · Verser une photographie |
| Sépultures anciennes de Bekopaka                                                                                               | Province de Mahajanga    | Antsalova                |         | À géolocaliser |             |      | Image manquante · Verser une photographie |
| Site historique de la baie de St Augustin (Ianantsony)                                                                         | Province de Toliara      | Toliara                  |         | À géolocaliser |             |      | Image manquante · Verser une photographie |
| Site historique de Nosy-Vé | Province de Toliara      | Toliara                  |         | À géolocaliser |             |      | Image manquante · Verser une photographie |
| .Gouffre de Mitoho | Province de Toliara      | Toliara                  |         | À géolocaliser |             |      | Image manquante · Verser une photographie |
| Gisement de subfossiles d’Ambolisatra                                                                                          | Province de Toliara      | Toliara                  |         | À géolocaliser |             |      | Image manquante · Verser une photographie |
| Grotte de Sarodrano | Province de Toliara      | Toliara                  |         | À géolocaliser |             |      | Image manquante · Verser une photographie |
| Banyan Miary et puits naturels                                                                                                 | Province de Toliara      | Toliara                  |         | À géolocaliser |             |      | Image manquante · Verser une photographie |
| Baobabs | Province de Toliara      | Morondava                |         | À géolocaliser |             |      | Image manquante · Verser une photographie |
| Allée des baobabs Madagascar                                                                                                   | Province de Toliara      | Morondava                |         | À géolocaliser |             |      | Allée des baobabs Madagascar · Verser une photographie                                                                                                   |
| Rapides de Mahajilo | Province de Toliara      | Miandrivazo              |         | À géolocaliser |             |      | Rapides de Mahajilo · Verser une photographie |
| Gorges calcaires de Tsiribihina                                                                                                | Province de Toliara      | Miandrivazo              |         | À géolocaliser |             |      | Gorges calcaires de Tsiribihina · Verser une photographie                                                                                                |
| Massif avec vestiges de fortification de Vohingezo                                                                             | Province de Toliara      | Beroroha                 |         | À géolocaliser |             |      | Image manquante · Verser une photographie |
| Gisement de subfossiles de Bevovoka                                                                                            | Province de Toliara      | Betioky                  |         | À géolocaliser |             |      | Image manquante · Verser une photographie |
| Peuplement de palmiers à Malio                                                                                                 | Province de Toliara      | Ankazoabo                |         | À géolocaliser |             |      | Image manquante · Verser une photographie |
| Point de vue Mont Eliva | Province de Toliara      | Ampanihy                 |         | À géolocaliser |             |      | Image manquante · Verser une photographie |
| Puits naturels Vintana | Province de Toliara      | Ampanihy                 |         | À géolocaliser |             |      | Image manquante · Verser une photographie |
| Pointe Flacourt | Province de Toliara      | Fort-Dauphin             |         | À géolocaliser |             |      | Image manquante · Verser une photographie |
| Baie historique Sainte-Luce (Manafiafy)                                                                                        | Province de Toliara      | Fort-Dauphin             |         | À géolocaliser |             |      | Image manquante · Verser une photographie |
| Gisement de subfossiles d'Andrahomana                                                                                          | Province de Toliara      | Fort-Dauphin             |         | À géolocaliser |             |      | Image manquante · Verser une photographie |
| Peuplement de palmiers d'Analamasaka                                                                                           | Province de Toliara      | Fort-Dauphin             |         | À géolocaliser |             |      | Image manquante · Verser une photographie |
| Point de vue du Pic Saint-Louis                                                                                                | Province de Toliara      | Fort-Dauphin             |         | À géolocaliser |             |      | Image manquante · Verser une photographie |
| Rocher d’Antanifotsy | Province de Toliara      | Fort-Dauphin             |         | À géolocaliser |             |      | Image manquante · Verser une photographie |
| Vestiges de forêts primitives                                                                                                  | Province de Toliara      | Betroka                  |         | À géolocaliser |             |      | Image manquante · Verser une photographie |
| Vestiges de forêts primitives d'Anadabolava                                                                                    | Province de Toliara      | Tsivory                  |         | À géolocaliser |             |      | Image manquante · Verser une photographie |
| Massif volcanique de Vohitsiombe                                                                                               | Province de Toliara      | Tsivory                  |         | À géolocaliser |             |      | Image manquante · Verser une photographie |
| Peuplement de tamariniers d'Amboasary                                                                                          | Province de Toliara      | Ambovombe                |         | À géolocaliser |             |      | Image manquante · Verser une photographie |
| Falaise au Cap Sainte-marie (Vohimena)                                                                                         | Province de Toliara      | Tsihombe                 |         | À géolocaliser |             |      | Image manquante · Verser une photographie |
| Puits et dunes d’Itomampy | Province de Toliara      | Tsihombe                 |         | À géolocaliser |             |      | Image manquante · Verser une photographie |